# David Mills (Drehbuchautor)
David Eugene Mills (* 20. November 1961 in Washington, D.C.; † 30. März 2010 in New Orleans, Louisiana) war ein US-amerikanischer Journalist, Schriftsteller und Drehbuchautor. Drehbücher für die Serie The Corner brachten ihm 2000 zwei Emmys ein (zusammen mit David Simon und anderen), für Emergency Room – Die Notaufnahme und NYPD Blue wurde er in anderen Jahren nominiert.  Er war Verfasser der 2003 nach sechs Folgen abgesetzten US-Serie Kingpin.
Mills arbeitete für das Wall Street Journal, die Washington Times und die Washington Post. (Unter anderem) über ihn wurde in einer von der New York Times verfassten Reihe „How Race Is Lived in America“ berichtet, welche 2000 mit einem Pulitzer-Preis ausgezeichnet wurde.
Mills starb nach einem Zusammenbruch am Set der Dreharbeiten zu der Serie Treme.